# Larvivora
Larvivora (лат.) — род птиц из отряда воробьинообразных семейства мухоловковых (Muscicapidae), обитающих в центральной и восточной Азии.

## Филогения
Все виды этого рода ранее были отнесены к другим родам. Молекулярно-филогенетическое исследование, опубликованное в 2010 году, показало, что роды Luscinia и Erithacus, определённые Эдвардом К. Дикинсоном в 2003 году, не являются монофилетическими. Род Larvivora с видом Larvivora cyane был восстановлен, чтобы вместить хорошо определённую кладу. Хотя красноголовый соловей (Larvivora ruficeps) не был включён в филогенетическое исследование, он был перенесён в возрождённый род, поскольку по строению, песне и поведению схож с индийским и синим соловьём.

## Этимология
Род Larvivora был введён британским натуралистом Брайаном Хофтоном Ходжсоном в 1837 году. Слово Larvivora происходит от лат. larva, означающего гусеницу, и -vorus, означающего поедание (vorace — пожирать).

## Виды
В состав рода включают 8 видов:
- Larvivora akahige (Temminck, 1835) — Японская зарянка
- Larvivora brunnea Hodgson, 1837 — Индийский соловей
- Larvivora cyane (Pallas, 1776) — Синий соловей
- Larvivora komadori (Temminck, 1835) — Рюкюйский соловей
- Larvivora namiyei (Stejneger, 1887) — Окинавский соловей
- Larvivora ruficeps Hartert, 1907 — Красноголовый соловей
- Larvivora sibilans Swinhoe, 1863 — Соловей-свистун
- Larvivora tanensis (Kuroda, Nm, 1923) — Идзуская зарянка